# OGLE-TR-111
OGLE-TR-111是一顆位於船底座的暗星，其光譜類型介乎G和K之間，與太陽相似。它距離地球大約5000光年，其視星等為15.55。由於該恆星並不起眼，故不少星表均未有收錄。
2002年，有人偵測到該恆星的光度每隔4天會略微變暗，其後於2004年證實是由行星凌日所造成的，該行星被給予 "OGLE-TR-111 b" 這個編號。
2005年，有跡象顯示該恆星可能存在另一顆凌日行星，該未知天體被編為OGLE-TR-111 c。如果發現得以證實，它將成為首顆擁有雙凌日行星的恆星。

### 外部連結
- The Extrasolar Planets Encyclopaedia entry
- Extrasolar Visions